# Martin Sköld
Harry Per Martin Sköld, född 2 oktober 1970 i Sparreholm, är en svensk musiker och låtskrivare. Han är en av originalmedlemmarna i det svenska bandet Kent.
Sköld spelar bas i Kent, där han var en av ursprungsmedlemmarna. Han gav 2013 ut en solo-EP under eget namn, The Fire Is On Me, med fyra låtar. Han har även sidoprojekten Peking Laundry tillsammans med Martin "Nåid" Landquist och Closure tillsammans med Ninsun Poli och Johan Wohlert från danska Mew. 
Martin Sköld och Dejan Belgrenius bildade Kapitalet 2019, som gav ut första singeln "En förlorad värld" den 28 februari 2020 på Progress Productions. På skivan som är inspelad och mixad av Stefan Boman i Psykbunkern gästar Markus Mustonen, Carolina Wallin Pérez och Anders Rooster Roos. 
Tillsammans med de övriga tidigare Kent-medlemmarna utgör Sköld styrelsen i Parkbänken AB, ett företag som bland annat driver gruppens studio.